# Marshmello Fortnite Extended Set
Marshmello Fortnite Extended Set é o álbum de estreia mix do DJ e produtor musical americano Marshmello. Foi lançado em 2 de fevereiro de 2019. Este álbum ganhou o prêmio Billboard Music de Melhor Álbum Eletrônico em 2020.

## Introdução
Marshmello fez um show para Fortnite em fevereiro de 2019, uma versão estendida do conjunto sendo lançada exclusivamente para Apple Music no mesmo mês.

## Desempenho comercial
O álbum liderou a parada de Top Dance/Electronic Albums dos EUA.
Ele também ganhou o prêmio de melhor álbum dance/eletrônico no Billboard Music Awards de 2020.

## Lista de faixas
| Lista de faixas do Marshmello Fortnite Extended Set |                                       |                                           |         |  |
| N.º                                                 | Título                                | Artistas                                  | Duração |  |
| 1.                                                  | "Wolves" (Marshmello Intro Edit)      | Marshmello e Selena Gomez                 | 1:57    |  |
| 2.                                                  | "Poppin"                              | Rickyxsan                                 | 0:35    |  |
| 3.                                                  | "Gassed Up"                           | Jauz e DJ Snake                           | 0:30    |  |
| 4.                                                  | "The Drop" (4B & Nvrleft Remix)       | Gammer                                    | 0:42    |  |
| 5.                                                  | "Waiting for Love" (Marshmello Remix) | Avicii                                    | 1:05    |  |
| 6.                                                  | "Check This Out"                      | Marshmello                                | 0:39    |  |
| 7.                                                  | "Want U 2"                            | Marshmello                                | 0:38    |  |
| 8.                                                  | "Everyday"                            | Marshmello e Logic                        | 1:42    |  |
| 9.                                                  | "Power"                               | Marshmello                                | 0:41    |  |
| 10.                                                 | "Fly"                                 | Marshmello featuring Leah Culver          | 0:52    |  |
| 11.                                                 | "Light" (Crankdat Re-Crank)           | San Holo                                  | 1:32    |  |
| 12.                                                 | "Moving On"                           | Marshmello                                | 0:41    |  |
| 13.                                                 | "Alone"                               | Marshmello                                | 4:25    |  |
| 14.                                                 | "Chasing Colors"                      | Marshmello and Ookay featuring Noah Cyrus | 1:29    |  |
| 15.                                                 | "Flashbacks"                          | Marshmello                                | 0:31    |  |
| 16.                                                 | "Pop Dat"                             | 4B and Aazar                              | 0:34    |  |
| 17.                                                 | "Behemoth"                            | Svdden Death                              | 0:39    |  |
| 18.                                                 | "Reddy the Throne"                    | Spag Heddy featuring PsoGnar              | 0:45    |  |
| 19.                                                 | "I Hold Still"                        | Jauz and Crankdat featuring Slushii       | 0:44    |  |
| 20.                                                 | "Make It Pop"                         | Nonsens                                   | 0:30    |  |
| 21.                                                 | "Deep Down Low"                       | Valentino Khan                            | 0:36    |  |
| 22.                                                 | "Giant Mouse"                         | AC Slater and Chris Lorenzo               | 0:37    |  |
| 23.                                                 | "Jungle Bae" (VIP)                    | Jack Ü featuring Bunji Garlin             | 0:37    |  |
| 24.                                                 | "Losing It"                           | Fisher                                    | 1:05    |  |
| 25.                                                 | "Bomb a Drop"                         | Garmiani                                  | 0:34    |  |
| 26.                                                 | "Party Up" (GTA Remix)                | Destructo featuring YG                    | 1:25    |  |
| 27.                                                 | "Happier"                             | Marshmello e Bastille                     | 3:37    |  |

## Gráficos
| Chart (2019)                             | Peak position |
| ---------------------------------------- | ------------- |
| Canadá (Billboard)                       | 31            |
| Estados Unidos (Billboard 200)           | 45            |
| Estados Unidos (Dance/Electronic Albums) | 1             |

| Chart (2019)                               | Position |
| ------------------------------------------ | -------- |
| US Billboard 200                           | 143      |
| US Top Dance/Electronic Albums (Billboard) | 1        |
| Chart (2020)                               | Position |
| US Top Dance/Electronic Albums (Billboard) | 3        |
| Chart (2021)                               | Position |
| US Top Dance/Electronic Albums (Billboard) | 5        |
| Chart (2022)                               | Position |
| US Top Dance/Electronic Albums (Billboard) | 8        |
| Chart (2023)                               | Position |
| US Top Dance/Electronic Albums (Billboard) | 16       |